# 部分分式积分法
部分分式积分法，即通过将原函数拆分为部分分式来简化积分步骤，是计算积分时的一个常用技巧。任何有理函数都可拆分为多个多项式和部分分式的和，每个部分分式中的分子次数小于分母，然后根据积分表及利用其他积分技巧，将每个部分分式积分，就得到原函数的积分。

## 例子
以下是一个简单的例子。计算{\displaystyle \int {10x^{2}+12x+20 \over x^{3}-8}\,dx}时，需要先将它拆分为部分分式：
{\displaystyle {10x^{2}+12x+20 \over x^{3}-8}={10x^{2}+12x+20 \over (x-2)(x^{2}+2x+4)}={A \over x-2}+{Bx+C \over x^{2}+2x+4}}
通分得到：
{\displaystyle 10x^{2}+12x+20=A(x^{2}+2x+4)+(Bx+C)(x-2)\,}
整理，原式变为：
{\displaystyle 10x^{2}+12x+20=(A+B)x^{2}+(2A-2B+C)x+(4A-2C)\,}
因此，
{\displaystyle A+B=10\,}
{\displaystyle 2A-2B+C=12\,}
{\displaystyle 4A-2C=20\,}
解方程组，得到：
{\displaystyle A=7\,}
{\displaystyle B=3\,}
{\displaystyle C=4\,}
所以：
{\displaystyle {10x^{2}+12x+20 \over x^{3}-8}={7 \over x-2}+{3x+4 \over x^{2}+2x+4}}
即：
{\displaystyle \int {10x^{2}+12x+20 \over x^{3}-8}\,dx=\int ({7 \over x-2}+{3x+4 \over x^{2}+2x+4})\,dx=\int {7 \over x-2}\,dx+\int {3x+4 \over x^{2}+2x+4}\,dx}
利用换元积分法，将{\displaystyle x-2\,}与{\displaystyle x^{2}+2x+4\,}分别换元，便得到结果：
{\displaystyle \int {10x^{2}+12x+20 \over x^{3}-8}\,dx}
{\displaystyle =7\ln |x-2|+\int {{{\frac {3}{2}}(2x+2)+1} \over x^{2}+2x+4}\,dx}
{\displaystyle =7\ln |x-2|+{\frac {3}{2}}\int {2x+2 \over x^{2}+2x+4}\,dx+\int {1 \over (x+1)^{2}+3}\,dx}
{\displaystyle =7\ln |x-2|+{\frac {3}{2}}\ln |x^{2}+2x+4|+{\frac {1}{\sqrt {3}}}\arctan({x+1 \over {\sqrt {3}}})+C}